# Neuguinea-Boa
Die Neuguinea-Boa (Candoia aspera), auch Viper-Boa, Pazifikboa oder Südsee-Boa ist eine Schlangenart aus der Gattung der Pazifik-Boas.

## Merkmale
Die Neuguinea-Boa ist eine stämmig gebaute Schlange mit durchschnittlich 60 bis 90 cm, maximal etwa einem Meter Körperlänge. Der Kopf ist dreieckig mit gerader Schnauzenkante und ist deutlich vom Hals abgesetzt. Die Kopfschilde sind von gekörntem Aussehen. Das Auge ist von einem Kranz kleiner Schuppen umgeben. Es sind 9 bis 14 Supra- und 12 bis 17 Sublabialschilde vorhanden. Der Rumpf weist 30 bis 45 Reihen gekielter Körperschuppen, 127 bis 153 Ventralschilde, 11 bis 22 ungeteilte Subcaudalschilde und ein ungeteiltes Analschild auf. Der Körper weist auf einer rost- bis schwarzbraunen Grundfärbung große Sattelflecke auf, die mehr oder weniger viereckig geformt und braun bis schwarzbraun, selten rot, und schwarz gerandet sind und die zuweilen zu einem Zickzack- oder Wellenband verschmelzen. Die Männchen haben verlängerte Aftersporne. Der Schwanz ist sehr kurz und nicht als Greifschwanz ausgebildet.
Die Art erinnert äußerlich an die Todesotter Acanthophis laevis, mit der sie häufig den Lebensraum teilt.

## Vorkommen
Neuguinea-Boas kommen auf Papua-Neuguinea, Irian Jaya, mehreren indonesischen Inseln, den Molukken, dem Bismarck-Archipel, den Salomon-Inseln und den Tokelau-Inseln in primären und sekundären tropischen Regenwäldern vor. Die Art findet sich vorwiegend in Gewässernähe und nur selten in trockenen Gebieten.

## Lebensweise
Die Art ist vorwiegend nachtaktiv und bodenlebend und wird nur vereinzelt auf Bäumen angetroffen. Die Tiere halten sich meist unter Vegetation oder Laubstreu versteckt. Bei Bedrohung rollen sie sich zu einem Knäuel zusammen in dessen Mitte der Kopf verborgen gehalten wird. Als Nahrung dienen Skinke, andere Echsen, Frösche, kleine Säuger und bodenlebende Vögel. Neuguinea-Boas sind lebendgebärend.